# Truciolo

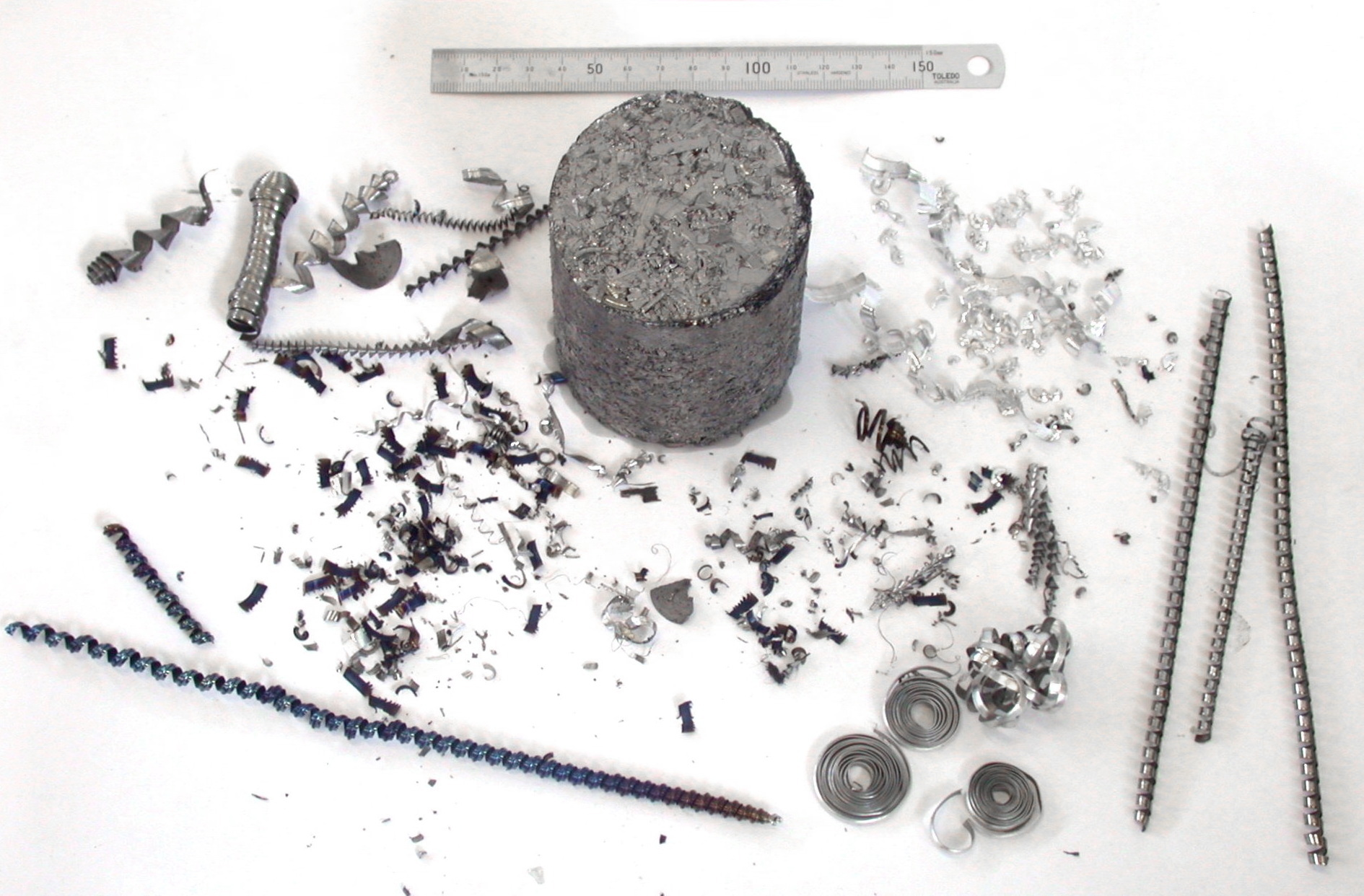
Vari tipi di trucioli metallici.

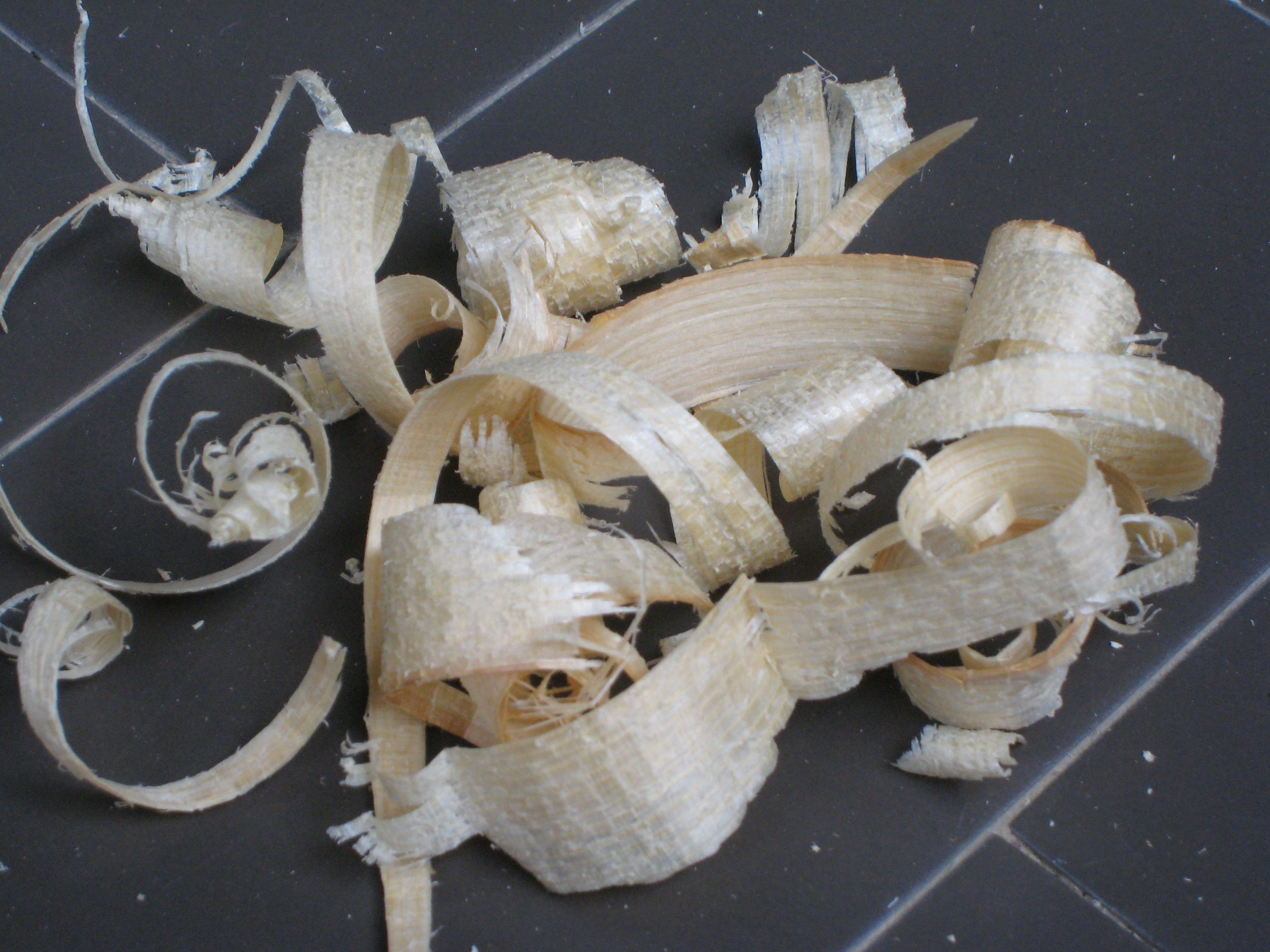
Trucioli di legno da piallatura

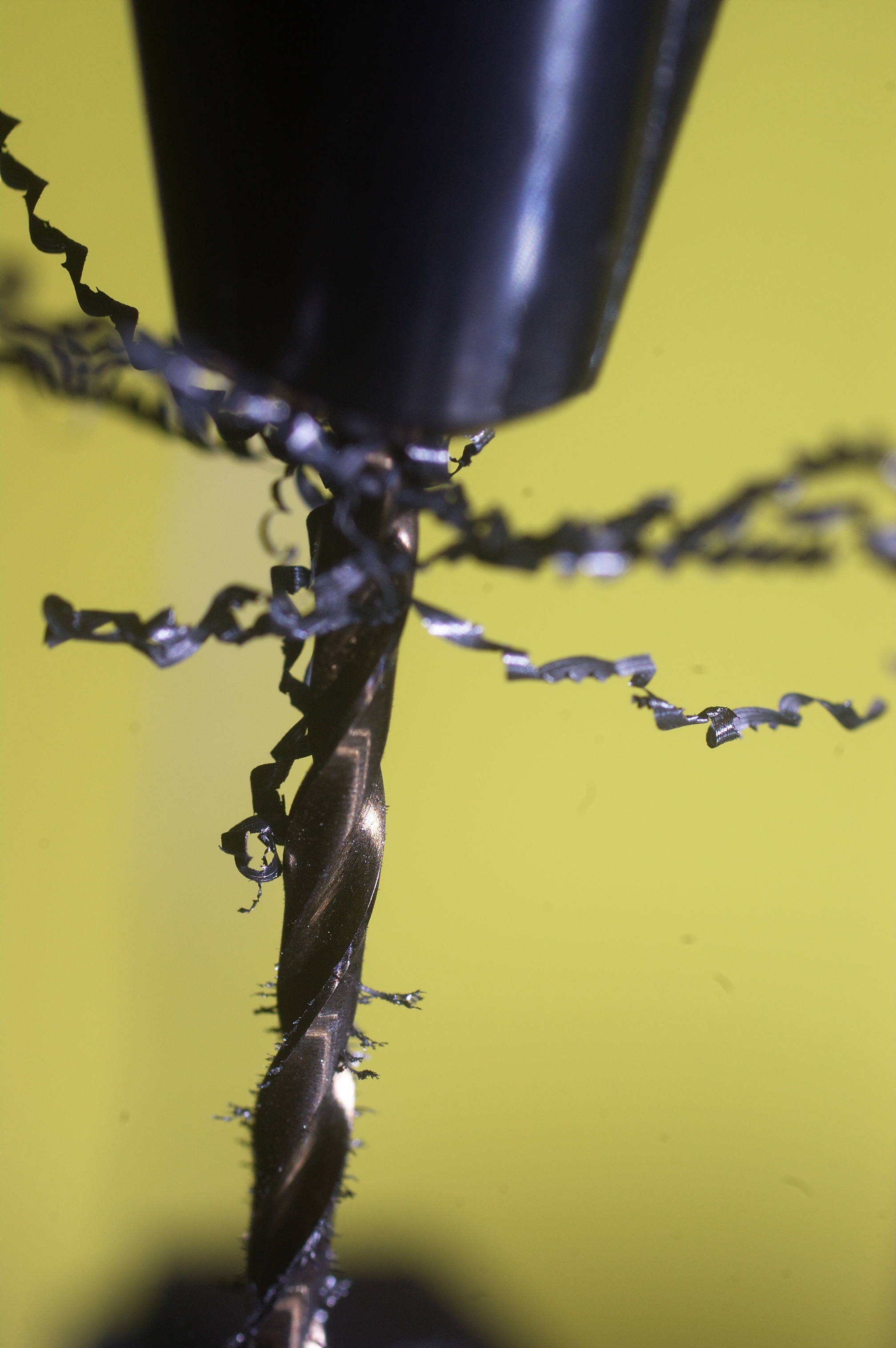
Trucioli di acciaio durante una foratura. Per confronto il diametro della punta è 2 mm.

Il truciolo è un residuo di metallo o legno che si ottiene durante la lavorazione di un pezzo sottoposto ad un'asportazione sul pezzo.
Mediante l'utilizzo di alcune macchine utensili e di attrezzi, assume il caratteristico aspetto di ricciolo (nella tornitura) o di elicoide (nella foratura). La struttura continua di questi residui è dovuta alla caratteristica della relativa tecnologia di lavorazione, creando un'asportazione ininterrotta del materiale. Il truciolo assume invece forme diverse nell'asportazione discontinua, quale ad esempio la piallatura.
I trucioli non vanno dispersi, ma raccolti per poter essere riutilizzati:
- se in metallo, possono essere rifusi, soprattutto se di metallo costoso (es. rame, nichel, magnesio);
- se in legno, possono essere usati come combustibile, per la fabbricazione della cellulosa o per la realizzazione di tavole truciolari

Durante la fase di lavorazione la formazione del truciolo può costituire un problema. Infatti nel caso di elevate velocità di taglio e materiali da lavorare duttili si formerà un truciolo continuo che potrebbe costituire un ostacolo per le successive operazioni. Vengono allora introdotti particolari dispositivi rompitruciolo atti a favorire l'eliminazione di questo problema.
In tornitura si usa frapporre tra l'inserto e la staffa di serraggio una piastrina con spigolo cuneiforme. Questa costituisce un ostacolo per il truciolo che subisce un incurvamento. L'aumento delle forze di flessione favorisce la rottura e l'evacuazione del truciolo.
Essendo molto appuntiti o taglienti, i trucioli metallici rappresentano un serio pericolo per gli operatori di macchine utensili e attrezzi, per i quali è sempre raccomandato seguire le istruzioni relative agli specifici macchinari.